# غظفية
الطريقة الغظفية هي إحدى الطرق الصوفية السنية، والتي تمثل مزيجاً بين الطريقة القادرية والطريقة الشاذلية، ومن أهم مؤسسيها الشيخ محمد الأغظف بن حمى الله بن سالم الداودي المتوفى سنة 1210 هـ. والغظفية طريقة خاصة بموريتانيا تركز على العمل والإنتاج والتقشف والجَلَد (أي القوة والشدة) ، ولم تكن تتاجر مع المستعمرين، وبالتالي كانت تعيد استغلال واستثمار كل المتاح. وهكذا ركزت هذه الطريقة على العمل في المقام الأول، ثم الجانب الاجتماعي. 
وكان من أتباعها المجاهد الشريف سيدي ولد مولاي الزين الذي قتل كبولاني الحاكم الفعلي للاستعمار الفرنسي قائد القوات التي احتلت موريتانيا عام 1905م، ثم بعد ذلك تفتت وتشردت بفعل مناهضتها للاستعمار، وهاجرت عن موريتانيا فدخلت بيوتاً شنقيطية في السودان وفي تركيا والأردن والسعودية، وما زالت موجودة إلى الآن في بيوت أهلها يذكرون أصولهم الموريتانية، ولا يزالون يحتفظون بأوراد وطقوس الطريقة الغظفية وبنسقها الاجتماعي، وقد انحسرت الآن في موريتانيا ويتركز وجودها بشكل كبير في المناطق الشرقية.
ومن أكبر ممثليها ومشايخها الشيخ عبد الله بن بيه نائب رئيس الاتحاد العالمي لعلماء المسلمين، الذي ورث المشيخة والمريدين والورد عن أبيه، ومن مشايخ هذه الطريقة في موريتانيا أسرة الغزواني التي ينتمي لها الرئيس الموريتاني محمد  ولد الشيخ الغزواني.